# アドルフォ・ロペス・マテオス

ロペス・マテオス大統領（1958年）

アドルフォ・ロペス・マテオス（Adolfo López Mateos、1910年5月26日 - 1969年9月22日）はメキシコの政治家で、1958年から1964年までメキシコの大統領をつとめた。

## 生涯
ロペス・マテオスはメヒコ州アティサパン・デ・サラゴサに生まれた。父親は歯科医のマリアーノ・ヘラルド・ロペス、母親はエレーナ・マテオス・ベガとされる。両親はふだんはメキシコシティに住んでおり、アティサパン・デ・サラゴサには休暇で来ていた。
後に大統領候補になったときに、実際の父はゴンサロ・デ・ムルガというバスク系スペイン人で、したがって大統領が生まれながらにメキシコ国籍を持たなければならないとする憲法の規定に反するという批判が行われた。2016年のハビエル・サンチス・ルイスとフアン・ゴメス・ガジャルド・ラタピの研究によると、確かにマリアーノ・ヘラルド・ロペスは1904年にすでに亡くなっており、公式の系譜は後に作られたものであるという。
1925年にトルーカで設立された労働者社会党に参加した。
1929年の大統領選挙 (1929 Mexican presidential election) ではホセ・バスコンセロスを支持する選挙運動を行った。バスコンセロスが選挙に敗れると、ロペス・マテオスは迫害をおそれて短期間グアテマラに逃亡した。
帰国後、1930年から1934年までメキシコ国立自治大学の法律学院で学んだ。
ロペス・マテオスはメヒコ州知事フィリベルト・ゴメスの秘書、国民革命党（PNR、制度的革命党の前身）党首カルロス・リバ・パラシオの秘書を経て、国民革命党のメキシコシティ委員会書記長に就任した。
1933年から1943年まで国立労働者開発銀行の監察官、国立美術ワークショップの設立にかかわった。
国際司法裁判所のメキシコ代表としてハーグに移ったイシドロ・ファベラの代理として、1946年から連邦議会の上院議員をつとめた。アドルフォ・ルイス・コルティネス大統領時代（1952-1958年）には労働社会福祉省(STPS)の大臣をつとめた。
1957年11月に制度的革命党の大統領候補として発表され、1958年7月の選挙 (1958 Mexican general election) で90.43%の票を得て大統領に当選した。

### 大統領
ロペス・マテオスは1958年12月1日に大統領に就任した。彼はロス・ピノスの大統領官邸を使わず自宅に住み続けた唯一の大統領だった。当時のメキシコは「メキシコの奇跡」と呼ばれる安定した成長の最中であり、若くて弁舌が冴えカリスマ性を持つロペス・マテオスの登場は歓迎された。
ロペス・マテオスは「憲法の範囲内で極左を行く」と自称し、自らの政権を左派と規定した。しかしながら実際には労働争議を強権によって鎮圧することも多かった。
1959年に鉄道労働者の争議が起きたとき、ロペス・マテオスは労働者の賃金を上げ、とくに国営企業に勤務する労働者の権利を擁護した。しかしストライキは違法とされて何千人もの労働者が解雇され、施設は軍によって差し押さえられた。教師や電話交換手の労働運動を軍によって鎮圧した。画家のダビッド・アルファロ・シケイロスは何年も投獄され、農民運動の指導者であるルベン・ハラミージョは1962年に暗殺された。
農業に関してロペス・マテオスは1600万ヘクタールの土地を農民に分配した。ラサロ・カルデナス政権以降、このような土地の分配は実行されたことがなかった。ロペス・マテオスはまた農産物価格を安定させるための国営食糧公社(CONASUPO)を設立した。
ロペス・マテオス政権は社会・財政・経済の改良を重点項目とし、公共事業を推進した。ロペス・マテオスは国家公務員社会保障サービス局(ISSSTE)および国立児童保護局(INPI)を設立した。1960年には電力会社を買収して国営化した。工業生産はロペス・マテオスの6年間の任期に51.9%増大し、とくに自動車・化学・石油科学・機械・製紙産業の発達が目ざましかった。
教育部門では1959年に国立無償教科書委員会(Comisión Nacional de Libros de Texto Gratuito)を設立し、小学校の教科書を無償化した。文化面では国立人類学博物館を設立したことが特筆される。
外交面ではラテンアメリカ自由貿易連合条約に参加した。キューバ革命が起きるとアメリカ合衆国はラテンアメリカ諸国にキューバとの国交を断つよう圧力をかけたが、ロペス・マテオス政権は内政不干渉の立場からこれを拒絶してフィデル・カストロ政権との関係を保ちつづけた。しかしメキシコにとってアメリカ合衆国と友好関係を保つことは必須だった。1962年6月にジョン・F・ケネディーがメキシコを訪問し、このときに100年以上続いたアメリカ合衆国とのチャミサル紛争に決着をつけることで合意した。1963年にはラテンアメリカ非核化に関する共同宣言を発表し、これを元にしてディアス・オルダス大統領時代の1967年にラテンアメリカ及びカリブ核兵器禁止条約（トラテロルコ条約）が調印された。ロペス・マテオスはメキシコの国家元首としてはじめてアメリカ州以外の諸国（日本を含む）を訪問した。

### 退任後
1963年の大統領選挙では、内務大臣のグスタボ・ディアス・オルダスが制度的革命党から出馬して当選し、次期大統領に就任した。新大統領は彼を1968年メキシコシティーオリンピックの委員長に任命したが、1966年に健康上の理由で辞職した。
ロペス・マテオスは脳に多くの動脈瘤があり、そのために身体の制御を失っていった。1967年5月に脳出血で意識を失い、その後2年間は昏睡状態にあった。1969年にメキシコシティで没した。

## 栄誉
ロペス・マテオスが生まれたアティサパン・デ・サラゴサの筆頭市はシウダー・ロペス・マテオスと名づけられている。
トルーカのトルーカ国際空港は正式名称をリセンシアード・アドルフォ・ロペス・マテオス国際空港という。
レイノサにエスタディオ・アドルフォ・ロペス・マテオス (Estadio Adolfo López Mateos) があり、リーガ・メヒカーナ・デ・ベイスボルのプロ野球チームレイノサ・ブロンコスの本拠地となっている。
トラルネパントラ・デ・バスにはルチャリブレの会場であるアレナ・ロペス・マテオス (es:Arena López Mateos) がある。
他にもロペス・マテオスの名を冠した建物や道路はメキシコ各地にある。